# Junior Malanda
Bernard Malanda-Adje (Brüsszel, 1994. augusztus 28. – Porta Westfalica, 2015. január 10.) belga korosztályos válogatott labdarúgó, aki autóbalesetben vesztette életét.
Karrierje alatt játszott a Zulte Waregem és a VfL Wolfsburg csapatában a 2015-ben bekövetkezett haláláig.

## Pályafutása
Ifjúsági szinten a VK Berchem-Sainte-Agathe, a Ganshoren és a Dieleghem Jette csapatainál szerepelt, mielőtt 2004-ben az RWDM Brussels csapatához került. Itt egy szezont töltött el és tovább állt az RSC Anderlecht akadémiájához. Innen 2007 nyarán távozott és Franciaország felé vette az irányt. A Lille akadémiájára igazolt és az U19-es csapat mellett a tartalékok között is szerepelt. 2011. október 9-én debütált a második csapatban a Drancy ellen. 2012. május 20-án megszerezte az első gólját a Poissy együttese elleni mérkőzésen. A szezont 17 bajnoki mérkőzésen szerzett egy góllal fejezte be.
Július 7-én mindössze 17 évesen visszatért Belgiumba és a Zulte Waregem csapatának lett a játékosa, 3 + 2 éves szerződést aláírva. Augusztus 5-én debütált az első osztályban a Gent elleni mérkőzésen, amikor is az 57. percben csereként váltotta Hernán Hinostrozát. Fiatal kora ellenére hamar beverekedte magát a kezdőcsapatba. December 16-án a Genk ellen megszerezte az első belga élvonalbeli gólját. Április 21-én ismét gólt szerzett, az RSC Anderlecht elleni rájátszás mérkőzésen. Május 11-én a KSC Lokeren elleni 3-2-re megnyert idegenbeli mérkőzésen a szezonbeli harmadik gólját is megszerezte. 35 bajnoki mérkőzésen 3 gólt jegyzet, míg 4 kupa mérkőzésen gólképtelen maradt. A szezont csapatával az Anderlecht mögött a második helyen fejezték be.
2013. augusztus 1-jén leszerződtette a német Wolfsburg csapata 5 évre őt, de egy szezonra kölcsönbe adta volt klubjának. Hat nappal később a Zulte Waregem színeiben debütált a bajnokok ligájában a PSV Eindhoven elleni visszavágó mérkőzésen, amit 3-0-ra elvesztettetek. Összesített eredményben 5-0-val ejtette ki őket a holland klub, de az Európa-liga csoportkörébe bejutottak. Augusztus 22-én az Európa-ligában is debütált, mégpedig a ciprusi APOEL Nicosia ellen. A 21. percben Thorgan Hazard passzából megszerezte a vezetést csapatának, majd a 88. percben Nektarios Alexandrou beállította az 1-1-es végeredményt. A bajnokságban szeptember 28-án a KSC Lokeren ellen volt eredményes, majd két sárga lapot szerezve kiállította a bíró. November 2-án a KV Mechelen ellen megszerezte profi pályafutása első dupláját. November 28-án az Európa-ligában az angol Wigan Athletic elleni második csoport mérkőzésen a 88. percben győztes gólt szerzett. December 26-án az Anderlecht elleni mérkőzés 66. percében öngólt szerzett, amivel csapata kikapott.
A szezont nem fejezhette be a Waregem csapatánál, mert Dieter Hecking 2014 január elején visszarendelte Németországba. A Hannover 96 és a Schalke 04 elleni bajnokin még csak a kispadon kapott lehetőséget, majd február 8-án az 1. FSV Mainz 05 ellen Christian Träsch cseréjeként 8 perc játéklehetőséget kapott. Ezen a mérkőzésen debütált a Bundesligában. Március 25-én az SV Werder Bremen ellen megszerezte első gólját a Wolfsburg együttesében, a 2. percben volt eredményes. A mérkőzést idegenben 3-1-re nyerték meg. Április 12-én az 1. FC Nürnberg ellen a szezonbeli második gólját is megszerezte, majd lesérült a szezon további mérkőzéseire.

## Válogatott
2009-ben debütált a belga U15-ös labdarúgó-válogatottban és az belga U16-osban. 2010. augusztus 24-én az osztrák U17-es labdarúgó-válogatott ellen debütált belga U17-es válogatottként. Az U18-as válogatottban két alkalommal szerepelt, majd 17 évesen bemutatkozott az U19-esek között, mint csapatkapitány.
2013. február 5-én debütált a belga U21-es labdarúgó-válogatottban a spanyol U21-es labdarúgó-válogatott ellen 1-1-re végződő felkészülési mérkőzésen. Hét hónappal később az olasz U21-es labdarúgó-válogatott elleni 2015-ös U21-es labdarúgó-Európa-bajnokság selejtező mérkőzésén megszerezte első gólját a korosztályos válogatottakban. Az 52. percben lőtt góljával szerzett vezetést, majd a 92. percben Ferreira Carrasco állította be a 3-1-es végeredményt. 2014. november 17-én utolsó válogatott mérkőzésén ismét eredményes volt, mégpedig a norvég U21-es labdarúgó-válogatott elleni 4-0-ra megnyert felkészülési találkozón.

## Halála
2015. január 10-én Dél-Afrikába akart repülni, hogy részt vegyen a Wolfsburg edzőtáborában. Egy barátja vitte a repülőtérre, mégpedig Anthony D‘Alberto az RSC Anderlecht labdarúgója volt. Bielefeld közelében a nedves A2-es sztrádán csúszós úton 80 km/h lett volna a megengedett sebesség, a kocsi azonban 120-szal száguldott. Malanda a mobiltelefonjával képeket készített és küldözgetett, az autó megcsúszott, átrepült a szalagkorláton, egy fának csapódott, ő pedig kirepült az első szélvédőn az ütközés pillanatában, és azonnal meghalt. Az autó másik két utasa súlyosan megsérült és kórházba került. A sofőrnek nem volt jogosítványa.
Csapat- és honfitársa, Kevin De Bruyne azonnal kifejezte részvétét a családja iránt, és hasonlóan tett a Chelsea kapusa, Thibaut Courtois is. Január 20-án végső nyugalomra helyezték a brüsszeli Szent Szív Nemzeti Bazilikában több mint ezren vettek végső búcsút a fiatal játékostól. A gyászszertartáson ott voltak a wolfsburgi labdarúgók, Dieter Hecking vezetőedző, Klaus Allofs klubmenedzser és Marc Wilmots, a belga válogatott szövetségi kapitánya is. Válogatottbeli csapattársai, köztük az Everton játékosa, Romelu Lukaku vagy Kevin De Bruyne is tiszteletét tette.

## Statisztika
| Klub             | Szezon           | Bajnokság          | Bajnokság | Bajnokság | Kupa     | Kupa  | Nemzetközi kupa | Nemzetközi kupa | Összesen | Összesen |
| Klub             | Szezon           | Bajnokság          | Mérkőzés  | Gólok     | Mérkőzés | Gólok | Mérkőzés        | Gólok           | Mérkőzés | Gólok    |
| ---------------- | ---------------- | ------------------ | --------- | --------- | -------- | ----- | --------------- | --------------- | -------- | -------- |
| Lille II         | 2011–12          | CFA                | 17        | 1         | 0        | 0     | —               | —               | 11       | 5        |
| Lille II         | Összesen         | Összesen           | 17        | 1         | 0        | 0     | —               | —               | 17       | 1        |
| Zulte Waregem    | 2012–13          | Jupiler Pro League | 35        | 3         | 4        | 0     | —               | —               | 39       | 3        |
| Zulte Waregem    | 2013–14          | Jupiler Pro League | 17        | 3         | 1        | 0     | 9               | 2               | 27       | 5        |
| Zulte Waregem    | Összesen         | Összesen           | 52        | 6         | 5        | 0     | 9               | 2               | 66       | 8        |
| VfL Wolfsburg    | 2013–14          | Bundesliga         | 7         | 2         | 1        | 0     | —               | —               | 8        | 2        |
| VfL Wolfsburg    | 2014–15          | Bundesliga         | 10        | 0         | 2        | 0     | 3               | 0               | 15       | 0        |
| VfL Wolfsburg    | Összesen         | Összesen           | 17        | 2         | 3        | 0     | 3               | 0               | 23       | 2        |
| Karrier összesen | Karrier összesen | Karrier összesen   | 86        | 9         | 8        | 0     | 12              | 0               | 106      | 11       |

## Sikerei, díjai
- VfL Wolfsburg
  - Német kupa: 2014–15